# الضبيعة (نهم)

تعديل مصدري - تعديل

الضبيعة هي إحدى قرى عزلة عيال غفير بمديرية نهم التابعة لمحافظة صنعاء، بلغ تعداد سكانها 322 نسمة حسب تعداد اليمن لعام 2004.